# Бауэр-Лехнер, Натали
Натали Бауэр-Лехнер (нем. Natalie Bauer-Lechner; 9 мая 1858, Пенцинг, ныне в составе Вены — 8 июня 1921, Вена) — австрийская скрипачка, альтистка и музыкальный педагог. Известна также своими воспоминаниями о Густаве Малере.

## Биография
Натали Лехнер родилась недалеко от Вены, в Пенцинге, позже присоединённом к австрийской столице, в семье бухгалтера Венского университета и издателя Рудольфа Лехнера (1822—1895). Родители не были профессиональными музыкантами,  тем не менее в доме постоянно музицировали, и Натали с пяти лет обучалась игре на скрипке.
В 1866—1872 годах Натали Лехнер училась в Венской консерватории по классам скрипки и фортепиано . В 1875 году по желанию родителей вышла замуж за надворного советника, профессора Технического института Александра Эмиля Бауэра; десять лет спустя брак распался по обоюдному согласию.
С 1895 по 1913 год Бауэр-Лехнер была альтисткой знаменитого женского квартета Мари Зольдат-Регер: одновременно, но значительно реже выступала с сольными концертами как скрипачка.
Ещё в консерваторские годы Бауэр-Лехнер познакомилась с Густавом Малером; позже нередко сопровождала композитора и дирижёра в его скитаниях по оперным театрам Европы, помогала ему на репетициях. Раньше многих осознав значение Малера, с 1890 года вела дневник, в который записывала свои беседы с ним, — позже эти записи составили книгу воспоминаний, при жизни Натали опубликованную лишь частично и анонимно. Впервые опубликованные полностью в 1923 году, воспоминания Бауэр-Лехнер стали важным источником для исследователей жизни и творчества Малера.

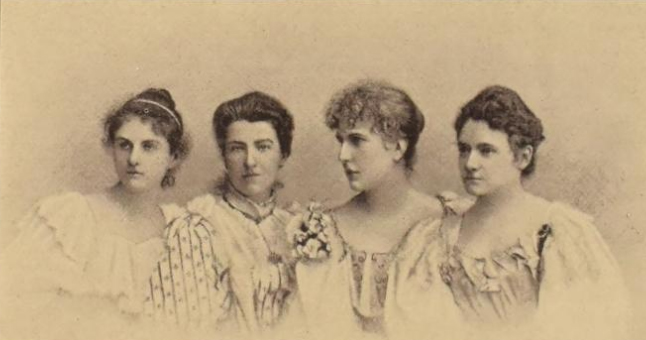
Женский квартет Зольдат-Регер (Натали Бауэр-Лехнер вторая слева)

## Сочинения
- «Фрагменты: Изученное и пережитое» (нем. Fragmente: Gelerntes und Gelebtes; Wien, 1907)
- «Воспоминания о Густаве Малере» (нем. Erinnerungen an Gustav Mahler; Wien-Leipzig, 1923)